# Sergentomyia nankingensis
Sergentomyia nankingensis är en tvåvingeart som beskrevs av Ho, Tan et Wu 1954. Sergentomyia nankingensis ingår i släktet Sergentomyia och familjen fjärilsmyggor. Inga underarter finns listade i Catalogue of Life.